# World Federation of Acupuncture-Moxibustion Societies
Die World Federation of Acupuncture-Moxibustion Societies (WFAS) ist die offizielle Weltorganisation nationaler und internationaler medizinischer Gesellschaften für Akupunktur und Moxibustion. Am 27. Januar 1998 akkreditierte die Weltgesundheitsorganisation die WFAS im Rahmen des Agendapunktes 17.1 der 101st Session (AZ EB101.R21).

## Allgemein
Die WFAS wurde am 22. November 1987 von 52 nationalen und 5 internationalen medizinischen Gesellschaften gegründet. Der Mitgliederstand betrug 2007 95 Ländergesellschaften die über 100.000 Akupunkturspeziallisten repräsentieren. 

## Kernaufgaben
- Herausgabe des World Journal of Acupuncture-Moxibustion
- Jährlich Ausrichtung des Weltkongresses für Akupunktur und anderer internationaler Kongresse
- Standardisierung der Akupunktur weltweit (Anm.: Sie wirkte federführend an den weltweit gültigen "Guidelines on Basic Training and Safety in Acupuncture (WHO/EDM/TRM 99.1)" mit, die sich heute ebenfalls in der ärztlichen (Muster-) Weiterbildungsordnung in Deutschland widerspiegeln.)
- Internationale Kooperation mit der WHO und anderen nennenswerten wissenschaftlichen Einrichtungen

## Vorstand
Bisherige Präsidenten:
- 1987–1990: Hu Ximing
- 1990–1993: Wang Xuetai
- 1993–2000: Chen Shaowu
- 2000–2013: Deng Liangyue
- Seit 2013: Liu Boayan
- Einziger Vizepräsident aus dem deutschsprachigen Raum: Michael Germann (für die Akupunktur- und TCM-Gesellschaft in China weitergebildeter Ärzte (ATCÄ))